# Shanne Braspennincx
Shanne Madelein Maria Braspennincx (ur. 18 maja 1991 w Turnhout) – holenderska kolarka torowa, mistrzyni olimpijska, dwukrotna medalistka mistrzostw świata i trzykrotna medalistka mistrzostw Europy.

## Kariera
Pierwsze sukcesy w karierze osiągnęła w 2013 roku, kiedy na mistrzostwach Europy młodzieżowców w Apeldoorn zdobyła złote medale w keirinie i sprincie drużynowym. W 2014 roku, już w kategorii seniorek, zdobyła brązowe medale w keirinie i sprincie indywidualnym podczas mistrzostw Europy w Baie-Mahault. W 2015 roku była druga w keirinie na mistrzostwach świata w Paryżu, przegrywając tylko z Anną Meares z Australii. Na rozgrywanych dwa lata później mistrzostwach Europy w Berlinie była trzecia w sprincie drużynowym. W tej samej konkurencji wraz z koleżankami z reprezentacji wywalczyła srebrny medal podczas mistrzostw świata w Apeldoorn w 2018 roku.
Podczas igrzysk olimpijskich w Tokio zdobyła złoty medal w keirinie, wyprzedzając Ellesse Andrews z Nowej Zelandii i Kanadyjkę Lauriane Genest. Na tej samej imprezie była też czwarta w sprincie drużynowym i siódma w sprincie indywidualnym.